# 小行星2108
小行星2108（2108 Otto Schmidt）是一颗围绕太阳公转的小行星。1948年10月4日，佩拉格婭·沙因在克里米亚发现了此天体。
該小行星以蘇聯數學家奧托·施密特命名。
这颗小行星的绝对星等为72.97791等。